# België op de Olympische Zomerspelen 1968
België nam deel aan de Olympische Zomerspelen 1968 in Mexico-Stad, Mexico. Er werd geen goud gewonnen, in tegenstelling tot de vorige editie.

## Medailleoverzicht
| Sport         | Olympiër                       | Discipline     | Medaille |
| ------------- | ------------------------------ | -------------- | -------- |
| Gewichtheffen | Serge Reding                   | zwaargewicht   | Zilver   |
| Wielrennen    | Daniël Goens Robert Vanlancker | tandem, 2000 m | Brons    |

## Resultaten en deelnemers

### Atletiek
| Olympiër              | Discipline        | Resultaat | Prestatie |
| --------------------- | ----------------- | --------- | --- |
| Philippe Housiaux     | 100m (m)          | 61e       | serie 4: 7e in 10,94 |
| Philippe Housiaux     | 200m (m)          | 38e       | serie 4: 5e in 21,41 |
| Jacques Pennewaert    | 400m (m)          | 50e       | serie 4: 6e in 48,55 |
| Jacques Pennewaert    | 800m (m)          | 35e       | serie 5: 7e in 1.53,8 |
| Gilbert Van Manshoven | 800m (m)          | 30e       | serie 2: 5e in 1.52,3 |
| André Dehertoghe      | 1500m (m)         | 11e       | serie 2: 2e in 3.59,33 halve finale 2: 6e in 3.52,57 finale: 11e in 3.53,63 |
| Edgard Salvé          | 1500m (m)         | 20e       | serie 4: 3e in 3.47,17 halve finale 1: 10e in 3.58,16 |
| Rudi Simon            | 1500m (m)         | 46e       | serie 5: 11e in 4.06,97 |
| Miel Puttemans        | 5000m (m)         | 12e       | serie 1: 5e in 14.34,6 finale: 12e in 14.59,6 |
| Wilfried Geeroms      | 400m horden (m)   | 19e       | serie 3: 6e in 51,2 |
| Gaston Roelants       | 3000m steeple (m) | 7e        | serie 3: 3e in 9.08,29 finale: 7e in 8.59,50 |
| Eddy Van Butsele      | 3000m steeple (m) | 32e       | serie 2: 10e in 9.38,79 |
| Maurice Peiren        | marathon (m)      | 20e       | 2:32.49 |
| Gaston Roelants       | marathon (m)      | 11e       | 2:29.04 |
| Philippe Housiaux     | verspringen (m)   | 25e       | kwalificatie groep A: 12e met 7,44m |
| Lode Wyns             | speerwerpen (m)   | 19e       | kwalificatie groep B: 6e met 73,68m |
| Roger Lespagnard      | tienkamp (m)      | 16e       | 100m: 18e in 11,12 (780 punten) verspringen: 18e met 6,94m (808 punten) kogelstoten: 24e met 12,59m (638 punten) hoogspringen: 6e met 1,95m (813 punten) 400m: 10e in 50,29 (797 punten) 110m horden: 22e in 15,84 (767 punten) discuswerpen: 21e met 37,74m (640 punten) polsstokhoogspringen: 9e met 4,20m (859 punten) speerwerpen: 17e met 47,46m (598 punten) 1500m: 5e in 4.57,0 (425 punten) totaal: 7125 punten |
|                       |                   |           | |
| Roswitha Emonts-Gast  | 80m horden (v)    | 30e       | serie 4: 7e in 11,4 |
| Roswitha Emonts-Gast  | vijfkamp (m)      | 30e       | 80m horden: 20e in 11,60 (963 punten) kogelstoten: 12e met 12,33m (877 punten) hoogspringen: geen geldige sprong verspringen: 22e met 5,81m (945 punten) 200m: 26e in 25,71 (869 punten) totaal: 3654 punten |

### Gewichtheffen
| Olympiër                  | Discipline | Resultaat | Prestatie                                                                           |
| ------------------------- | ---------- | --------- | ----------------------------------------------------------------------------------- |
| Jean-Pierre Van Lerberghe | -90kg (m)  | 13e       | duwen: 11e met 147,5kg trekken: 13e met 130kg stoten: 13e met 170kg totaal: 447,5kg |
| Serge Reding              | +90kg (m)  | Zilver    | duwen: 3e met 195kg trekken: 5e met 147,5kg stoten: 1e met 212,5kg totaal: 555kg    |

### Gymnastiek
| Olympiër            | Discipline               | Resultaat | Prestatie    |
| ------------------- | ------------------------ | --------- | ------------ |
| Christiane Goethals | meerkamp individueel (v) | 75e       | 67,85 punten |
| Horta Van Hoye      | meerkamp individueel (v) | 66e       | 69,40 punten |

### Hockey
| Olympiër | Discipline | Resultaat | Prestatie |
| --- | ---------- | --------- | --- |
| Yves Bernaert Jean-Marie Buisset Charly Bouvy Michel Deville Daniel Dupont Jean-François Gilles William Hansen Jean-Louis Le Clerc Marc Legros Guy Miserque André Muschs Claude Ravinet Jean-Louis Roersch Armand Solie Georges Vanderhulst | mannen     | 9e        | groep A: 5e V van Duitsland: 0-2 W van DDR: 4-0 V van Spanje: 0-2 W van Mexico: 4-0 V van India: 1-2 G tegen Nieuw-Zeeland: 1-1 W van Japan: 4-2 9-10e plek: W van Frankrijk: 3-0 |

| Groep A |               |             |             |             |             |            |            |            |        |
| #       | Land          | Wedstrijden | Wedstrijden | Wedstrijden | Wedstrijden | Doelpunten | Doelpunten | Doelpunten | Punten |
| #       | Land          | G           | W           | G           | V           | V          | T          | Saldo      | Punten |
| 1       | India         | 7           | 6           | 0           | 1           | 20         | 4          | +16        | 12     |
| 2       | Duitsland     | 7           | 5           | 1           | 1           | 15         | 5          | +10        | 11     |
| 3       | Nieuw-Zeeland | 7           | 3           | 4           | 0           | 8          | 4          | +4         | 10     |
| 4       | Spanje        | 7           | 2           | 3           | 2           | 7          | 5          | +2         | 7      |
| 5       | België        | 7           | 3           | 1           | 3           | 14         | 9          | +5         | 7      |
| 6       | DDR           | 7           | 2           | 2           | 3           | 7          | 10         | -3         | 6      |
| 7       | Japan         | 7           | 1           | 1           | 5           | 4          | 14         | -10        | 3      |
| 8       | Mexico        | 7           | 0           | 0           | 7           | 2          | 26         | -24        | 0      |

| Datum      | Ronde       | Plaats        | Land | Score     | Land |
| ---------- | ----------- | ------------- | ---- | --------- | ---- |
| Groepsfase |             |               |      |           |      |
| 13 oktober | Mexico-Stad | Duitsland     | 2-0  | België    |      |
| 14 oktober | Mexico-Stad | België        | 4-0  | DDR       |      |
| 15 oktober | Mexico-Stad | Spanje        | 2-0  | België    |      |
| 17 oktober | Mexico-Stad | België        | 4-0  | Mexico    |      |
| 18 oktober | Mexico-Stad | India         | 2-1  | België    |      |
| 20 oktober | Mexico-Stad | Nieuw-Zeeland | 1-1  | België    |      |
| 21 oktober | Mexico-Stad | België        | 4-2  | Japan     |      |
| 9-10e plek |             |               |      |           |      |
| 23 oktober | Mexico-Stad | België        | 3-0  | Frankrijk |      |

### Kanovaren
| Olympiër                         | Discipline    | Resultaat | Prestatie                                                                                             |
| -------------------------------- | ------------- | --------- | --- |
| Marc Moens                       | K-1 1000m (m) | 10e       | serie 2: 4e in 4.09,6 herkansingen: 1e in 4.29,08 halve finale 2: 4e in 4.06,55                       |
| Jean-Pierre Burny Herman Naegels | K-2 1000m (m) | 7e        | serie 1: 6e in 3.49,5 herkansingen: 1e in 3.47,64 halve finale 1: 2e in 3.44,63 finale: 7e in 3.45,21 |

### Roeien
| Olympiër          | Discipline | Resultaat | Prestatie                                          |
| ----------------- | ---------- | --------- | -------------------------------------------------- |
| Claude Dehombreux | skiff (m)  | 13e       | serie 3: 5e in 8.19,41 herkansingen: 4e in 7.54,98 |

### Schermen
| Olympiër          | Discipline | Resultaat | Prestatie                                              |
| ----------------- | ---------- | --------- | ------------------------------------------------------ |
| Florent Bessemans | degen (m)  | 25e       | 1e ronde groep 6: 4e (2-3) 2e ronde groep 7: 3e (2-3)  |
| Michel Constandt  | degen (m)  | 18e       | 1e ronde groep 5: 1e (4-1) 2e ronde groep 5: 2e (3-2)  |
| Florent Bessemans | floret (m) | 47e       | 1e ronde groep 10: 4e (1-3) 2e ronde groep 7: 6e (1-4) |
| Michel Constandt  | floret (m) | 35e       | 1e ronde groep 6: 3e (3-2) 2e ronde groep 3: 5e (1-4)  |
| Yves Brasseur     | sabel (m)  | 23e       | 1e ronde groep 6: 4e (2-3) 2e ronde groep 3: 6e (0-5)  |

### Schietsport
| Olympiër        | Discipline             | Resultaat | Prestatie                         |
| --------------- | ---------------------- | --------- | --------------------------------- |
| Frans Lafortune | 50m geweer 3 houdingen | 15e       | 1145 punten: (396-383-366)        |
| Frans Lafortune | 50m geweer liggend     | 10e       | 595 punten: (100-99-99-100-99-98) |
| Guy Rénard      | trap                   | 36e       | 187 punten                        |
| Francis Cornet  | skeet                  | 44e       | 174 punten                        |

### Volleybal
| Olympiër | Discipline | Resultaat | Prestatie |
| --- | ---------- | --------- | --- |
| Willem Bossaerts Leo Dierckx Hugo Huybrechts Roger Maes Paul Mestdagh Jef Mol Berto Poosen Benno Saelens Bernard Vaillant Ronald Vandewal Roger Van der Goten Fernand Walder | zaal (m)   | 8e        | groepsfase: 8e W van Brazilië: 3-1 (15-7, 16-14, 9-15, 15-6) V van Bulgarije: 0-3 (10-15, 1-15, 5-15) V van Polen: 0-3 (6-15, 5-15, 8-15) V van DDR: 0-3 (1-15, 7-15, 7-15) V van Japan: 0-3 (5-15, 5-15, 4-15) W van Mexico: 3-2 (15-11, 5-15, 13-15, 18-16, 15-2) V van Tsjechië: 0-3 (0-15, 4-15, 12-15) V van Sovjet-Unie: 0-3 (2-15, 3-15, 5-15) V van Verenigde Staten: 0-3 (4-15, 14-16, 10-15) |

| Groepsfase |                  |             |             |             |      |      |       |           |           |           |        |
| #          | Land             | Wedstrijden | Wedstrijden | Wedstrijden | Sets | Sets | Sets  | Setpunten | Setpunten | Setpunten | Punten |
| #          | Land             | G           | W           | V           | V    | T    | Saldo | V         | T         | Saldo     | Punten |
| 1          | Sovjet-Unie      | 9           | 8           | 1           | 26   | 8    | +18   | 464       | 326       | +138      | 17     |
| 2          | Japan            | 9           | 7           | 2           | 24   | 6    | +18   | 430       | 253       | +177      | 16     |
| 3          | Tsjechië         | 9           | 7           | 2           | 22   | 15   | +7    | 454       | 412       | +42       | 16     |
| 4          | DDR              | 9           | 6           | 3           | 22   | 12   | +10   | 449       | 373       | +76       | 15     |
| 5          | Polen            | 9           | 6           | 3           | 18   | 11   | +7    | 370       | 281       | +89       | 15     |
| 6          | Bulgarije        | 9           | 4           | 5           | 16   | 17   | -1    | 379       | 385       | -6        | 13     |
| 7          | Verenigde Staten | 9           | 4           | 5           | 15   | 18   | -3    | 383       | 414       | -31       | 13     |
| 8          | België           | 9           | 2           | 7           | 6    | 24   | -18   | 239       | 417       | -186      | 11     |
| 9          | Brazilië         | 9           | 1           | 8           | 8    | 25   | -17   | 352       | 469       | -117      | 10     |
| 10         | Mexico           | 9           | 0           | 9           | 6    | 27   | -19   | 284       | 474       | -190      | 9      |

| Ronde      | Datum       | Plaats           | Land | Score    | Land |
| ---------- | ----------- | ---------------- | ---- | -------- | ---- |
| Groepsfase |             |                  |      |          |      |
| 15 oktober | Mexico-Stad | België           | 3-1  | Brazilië |      |
| 16 oktober | Mexico-Stad | Bulgarije        | 3-0  | België   |      |
| 17 oktober | Mexico-Stad | Polen            | 3-0  | België   |      |
| 19 oktober | Mexico-Stad | DDR              | 3-0  | België   |      |
| 20 oktober | Mexico-Stad | Japan            | 3-0  | België   |      |
| 21 oktober | Mexico-Stad | België           | 3-2  | Mexico   |      |
| 23 oktober | Mexico-Stad | Tsjechië         | 3-0  | België   |      |
| 24 oktober | Mexico-Stad | Sovjet-Unie      | 3-0  | België   |      |
| 25 oktober | Mexico-Stad | Verenigde Staten | 3-0  | België   |      |

### Wielersport
| Olympiër                                                        | Discipline                    | Resultaat | Prestatie |
| Baan                                                            | Baan                          | Baan      | Baan |
| --------------------------------------------------------------- | ----------------------------- | --------- | --- |
| Daniel Goens                                                    | sprint (m)                    | 9e        | 1e ronde serie 15: 2e 1e ronde herkansingen: 1e in 11,81 2e ronde serie 10: 3e 2e ronde herkansingen: 2e                                          |
| Robert Vanlancker                                               | sprint (m)                    | 9e        | 1ste ronde serie 6: 1e in 11,37 2e ronde serie 6: 2e 2e ronde herkansingen: 1e in 10,99 3e ronde serie 2: 3e 3e ronde herkansingen: 2e            |
| Dirk Baert                                                      | tijdrit (m)                   | 18e       | 1.07,34 |
| Paul Crapez                                                     | individuele achtervolging (m) | 5e        | kwalificatie: 8e in 4.44,93 kwartfinale 1: V van SUI Kurmann: 4.49,99                                                                             |
| Daniel Goens Robert Vanlancker                                  | tandem (m)                    | Brons     | serie 3: W van Verenigde Staten: 10,40 kwartfinale 4: W van Duitsland: 2-1 halve finale 2: V van Frankrijk: 0-2 bronzen finale: W van Italië: 2-0 |
| Ernest Bens Paul Crapez Willy Debosscher Ronny Vanmarcke        | ploegenachtervolging (m)      | 5e        | serie 5: W van Argentinië: 4.26,4 kwartfinale 1: V van Italië: 4.26,05                                                                            |
| Weg                                                             |                               |           | |
| Roger De Vlaeminck                                              | wegwedstrijd (m)              | 18e       | 4:44.24 |
| André Dierickx                                                  | wegwedstrijd (m)              | 19e       | 4:45.32 |
| Jean-Pierre Monseré                                             | wegwedstrijd (m)              | 6e        | 4:43.51 |
| Joseph Schoeters                                                | wegwedstrijd (m)              | DNF       | niet gefinisht |
| Michel Coulon Marcel Grifnée Frans Mintjens Englebert Opdebeeck | ploegentijdrit (m)            | 18e       | 2:20.52,93 |

### Worstelen
| Olympiër          | Discipline     | Resultaat      | Prestatie |
| Grieks-Romeins    | Grieks-Romeins | Grieks-Romeins | Grieks-Romeins |
| ----------------- | -------------- | -------------- | --- |
| Arthur Spaenhoven | -57kg (m)      | 11e            | 1e ronde: G tegen GDR Puls 2e ronde: W van SWE Svensson 3e ronde: W van LIB Nakouzi 4e ronde: V van URS Kochergin |
| Léonard Dutz      | -63kg (m)      | 13e            | 1e ronde: W van PHI Tumasis 2e ronde: V van GDR Schneider 3e ronde: V van FIN Laakso                              |

### Zeilen
| Olympiër                   | Discipline      | Resultaat | Prestatie                           |
| -------------------------- | --------------- | --------- | ----------------------------------- |
| Jacques Rogge              | finn            | 25e       | 172 punten: (18-21-DSQ-24-32-21-20) |
| Christian Maes Joel Roland | flying dutchman | 23e       | 158 punten: (22-DNS-25-15-22-13-25) |

### Zwemmen
| Olympiër         | Discipline           | Resultaat | Prestatie                                      |
| ---------------- | -------------------- | --------- | ---------------------------------------------- |
| François Simons  | 100m vrije slag (m)  | 18e       | serie 5: 3e in 55,5 halve finale 2: 7e in 55,3 |
| Herman Verbauwen | 100m vrije slag (m)  | 45e       | serie 4: 5e in 57,5                            |
| Jacques Henrard  | 1500m vrije slag (m) | 19e       | serie 3: 6e in 18.38,2                         |
| Herman Verbauwen | 100m rugslag (m)     | 23e       | serie 3: 5e in 1.04,6                          |
| Joseph Meyten    | 100m vlinderslag (m) | 34e       | serie 1: 6e in 1.02,2                          |
| François Simons  | 200m wisselslag (m)  | 20e       | serie 5: 4e in 2.22,5                          |
| Jacques Henrard  | 400m wisselslag (m)  | 24e       | serie 5: 5e in 5.17,0                          |
|                  |                      |           |                                                |
| Francine Dauven  | 100m rugslag (v)     | 33e       | serie 6: 6e in 1.15,3                          |
| Francine Dauven  | 200m rugslag (v)     | 26e       | serie 1: 7e in 2.43,5                          |
| Carla Galle      | 200m wisselslag (v)  | 19e       | serie 5: 4e in 2.40,9                          |
| Carla Galle      | 400m wisselslag (v)  | 22e       | serie 1: 4e in 5.55,2                          |

Afghanistan · Algerije · Amerikaanse Maagdeneilanden · Argentinië · Australië · Bahama's · Barbados · België · Bermuda · Birma · Bolivia · Bondsrepubliek Duitsland · Brazilië · Brits-Honduras · Bulgarije · Canada · Centraal-Afrikaanse Republiek · Ceylon · Chili · Colombia · Congo-Kinshasa · Costa Rica · Cuba · Denemarken · Dominicaanse Republiek · Duitse Democratische Republiek · Ecuador · El Salvador · Ethiopië · Fiji · Filipijnen · Finland · Frankrijk · Ghana · Griekenland · Groot-Brittannië · Guatemala · Guinee · Guyana · Honduras · Hongarije · Hongkong · Ierland · IJsland · India · Indonesië · Irak · Iran · Israël · Italië · Ivoorkust · Jamaica · Japan · Joegoslavië · Kameroen · Kenia · Koeweit · Libanon · Libië · Liechtenstein · Luxemburg · Madagaskar · Maleisië · Mali · Malta · Marokko · Mexico · Monaco · Mongolië · Nederland · Nederlandse Antillen · Nicaragua · Nieuw-Zeeland · Niger · Nigeria · Noorwegen · Oeganda · Oostenrijk · Pakistan · Panama · Paraguay · Peru · Polen · Portugal · Puerto Rico · Roemenië · San Marino · Senegal · Sierra Leone · Singapore · Soedan · Sovjet-Unie · Spanje · Suriname · Syrië · Taiwan · Tanzania · Thailand · Trinidad en Tobago · Tunesië · Turkije · Tsjaad · Tsjecho-Slowakije · Uruguay · Venezuela · Verenigde Arabische Republiek · Verenigde Staten · Vietnam · Zambia · Zuid-Korea · Zweden · Zwitserland